# Grob (Familienname)
Grob ist ein deutscher Familienname.

## Namensträger
- Adrian David Grob (1771–1836), Schweizer Schriftsteller, Dramatiker, Offizier und Konditor
- Alfred Grob (* 1965), deutscher Politiker (CSU)
- Burkhart Grob (1926–2016), deutscher Unternehmer
- Cyril A. Grob (1917–2003), Schweizer Chemiker
- Dieter Grob (* 1949), Schweizer Chirurg
- Duncan Grob (* 1980), chilenischer Skirennläufer
- Ernst Grob (1893–1985), Schweizer Alpinist
- Fridolin Anton Grob (1745–1807), Schweizer Politiker, Schnitzer und Maler
- Gertrude Grob-Prandl (1917–1995), österreichische Opernsängerin (Sopran)
- Hans Grob (1917–2010), Schweizer Bauingenieur und Hochschullehrer
- Hans Kaspar Grob (1800–1865), Schweizer evangelischer Geistlicher
- Heinz Lothar Grob (* 1943), deutscher Ökonom
- Helmut Grob (Schriftsteller) (* 1929), deutscher Science-Fiction Autor
- Helmut Grob (Tischtennisspieler) (* 1968), deutscher Tischtennisspieler
- Henry Grob (1904–1974), Schweizer Schachmeister und Kunstmaler
- Ian Grob (* 1952), britischer Autorennfahrer
- Jakob Grob (* 1939), Schweizer Ruderer
- Jeffrey Grob (* 1961), US-amerikanischer römisch-katholischer Geistlicher, Erzbischof von Milwaukee
- Johann Emanuel Grob (1834–1909), Schweizer Politiker und reformierter Geistlicher
- Johann Melchior Grob (1754–1832), Schweizer Hausorgelbauer
- Johannes Grob (1643–1697), Schweizer Dichter und Epigrammatiker
- Julia Anna Grob (* 1997), schweizerisch-deutsche Schauspielerin
- Karl Grob (1946–2019), Schweizer Fußballspieler
- Karl Fürchtegott Grob (1830–1893), Schweizer Tabakpflanzer in Sumatra
- Kevin Grob (* 1992), deutscher Fußballspieler
- Konrad Grob (Maler) (1828–1904), Schweizer Maler
- Konrad Grob (Chemiker) (Koni Grob, * 1949), Schweizer Chemiker
- Kurt Grob (1920–1987), Schweizer Lehrer und Chemiker
- Leonard Grob (* 2002), deutscher Fußballspieler
- Manfred Grob (* 1952), deutscher Politiker (CDU)
- Marco Grob (* 1965), Schweizer Porträt- und Modefotograf
- Markus Grob (1952–2021), Schweizer Architekt, Autor und Hochschullehrer
- Max Grob (1901–1976), Schweizer Kinderchirurg
- Michelle Grob (* 1980), Schweizer Textilkünstlerin
- Norbert Grob (* 1949), deutscher Film- und Medienwissenschaftler
- Oliver Grob (* 1996), Schweizer Inline-Speedskater und Eisschnellläufer
- Paul Meyer-Grob (?–1992), Schweizer Ingenieur und Verbandsfunktionär
- Rainer Grob (* 1973), chilenischer Skirennläufer
- Ronnie Grob (* 1975), Schweizerischer Redaktor und Journalist
- Rudolf Grob (1890–1982), Schweizer evangelischer Geistlicher und Direktor einer Heilanstalt
- Stefanie Grob (* 1975), Schweizer Autorin und Slam-Poetin
- Stefanie Grob (Skirennfahrerin) (* 2004), Schweizer Skirennfahrerin
- Therese Grob (1798–1875), österreichische Sopranistin
- Thomás Grob (* 1977), chilenischer Skirennläufer
- Tildy Grob-Wengér (1914–2012), Schweizer Bildhauerin, Malerin, Illustratorin und Grafikerin
- Veronika Grob (* 1971), Schweizer Medienschaffende
- Walter Grob (1928–2014), Schweizer Akkordeonist und Komponist